# Ruskin Bond
Ruskin Bond (ur. 19 maja 1934 w Kasauli, Himachal Pradesh) – pisarz anglo-indyjski. Jego pierwszą powieść z 1956 roku, The Room on the Roof nagrodzono nagrodą Johna Llelewellyna-Rhysa. Wybraną przez niego formą są dłuższe opowiadania; szczególnie odnalazł się w pisarstwie dla dzieci. Nagrodzony w 1992 Sahitya Akademi Award za Our Trees Still grows in Dehra. Odznaczony Orderem Padma Shri. 
Jego opowiadanie A Flight of Pigeons przeniósł na ekran na ekran sławny reżyser kina alternatywnego Shyam Benegal tworząc film Junoon. Vishal Bhardwaj, twórca Omkary sfilmował natomiast historię ze świata dzieci The Blue Umbrella (w oparciu o opowiadanie Binya’s Blue Umbrella). Room On The Roof - historia Euroazjaty powstrzymywanego przed fascynacją Indiami przez pełnych uprzedzeń opiekunów - stała się podstawą serialu filmowego w BBC.

## Wybrana literatura
- The Eyes Have It (opowiadanie)
- A Flight of Pigeons
- Angry River
- The Woman on Platform 8
- Tiger in the Tunnel (opowiadanie)
- The Road to Shimla
- Boys Will Be Boys
- Delhi Is Not Far
- Dust On The Mountains
- Room On The Roof
- Garland of Memories
- phi phis